# Fiddlers Three
Fiddlers Three, originellement titrée Fiddler's Five, est une pièce de théâtre policière originale d'Agatha Christie de 1971.
C'est la dernière pièce originale écrite par Agatha Christie.

## Historique de la pièce
En 1971, Agatha Christie écrit la pièce originale Fiddler's Five dont la première a lieu la même année à Bristol. La tournée qui suit s'arrête rapidement.
Agatha Christie décide de remanier le script, changer certains personnages et ressort la pièce sous le titre Fiddlers Three. La pièce est jouée en 1972 à la demande d'Agatha Christie, contre l'avis de sa fille Rosalind et de son producteur habituel Peter Saunders. Tous deux pensent que la pièce n'est pas au niveau du standard des autres pièces de Christie, Peter Saunders refusera même de produire la pièce. Les critiques iront dans le même sens, ne sachant s'ils avaient affaire à un thriller ou à une farce. Au contraire des autres adaptations, la pièce ne fut jamais jouée dans le West End de Londres.